# Olchowka (Kaliningrad)
Olchowka (russisch Ольховка, deutsch Köllmisch Damerau und Kawerninken (1938–1945 Kawernicken)) ist ein Ort in der russischen Oblast Kaliningrad. Er gehört zur kommunalen Selbstverwaltungseinheit Stadtkreis Gwardeisk im Rajon Gwardeisk.

## Geographische Lage
Olchowka liegt 13 Kilometer nordöstlich der früheren Kreisstadt Snamensk (Wehlau) an der Kommunalstraße 27K-130 von Diwnoje (Alt Ilischken) an der Föderalstraße A216 (auch Europastraße 77, ehemalige deutsche Reichsstraße 138) nach Nowaja Derewnja (Alt Gertlauken) an der Regionalstraße 27A-014 (ex R514). Eine Bahnanbindung besteht nicht.

## Geschichte

### Königlich bzw. Köllmisch Damerau
Der bis 1931 Königlich Damerau genannte, danach in Köllmisch Damerau umbenannte Ort wurde 1605 erstmals erwähnt. Er bestand vor 1945 aus mehreren kleinen Höfen und Gehöften. Zwischen 1874 und 1945 war das Dorf in den Amtsbezirk Parnehnen (heute russisch: Krasny Jar) eingegliedert, der zum Kreis Wehlau im Regierungsbezirk Königsberg der preußischen Provinz Ostpreußen gehörte. Im Jahre 1910 waren in Königlich Damerau 124 Einwohner registriert. Ihre Zahl betrug 1933 noch 126 und belief sich 1939 auf 109.

### Kawerninken (Kawernicken) / Odesskoje
Der kleine bis 1938 Kawerninken, danach bis 1945 Kawernicken genannte Ort bestand vor 1945 lediglich aus zwei kleinen Höfen und einem Vorwerk. 1874 wurde das Dorf in den neu gebildeten Amtsbezirk Parnehnen im Kreis Wehlau eingegliedert. Die Einwohnerzahl belief sich im Jahre 1910 auf 14. Am 30. September 1928 schloss sich Kawerninken mit Nehne und dem Gutsbezirk Parnehnen zur neuen Landgemeinde Parnehnen zusammen. 1945 wurde der inzwischen Kawernicken genannte Ort innerhalb des nördlichen Ostpreußens der Sowjetunion zugeordnet. 1950 erhielt er die russische Bezeichnung Odesskoje und wurde dem Dorfsowjet Talpakinski selski Sowet (dem späteren Kuibyschewski selski Sowet) im Rajon Gwardeisk zugeordnet.

### Olchowka
In Folge des Zweiten Weltkrieges kam Köllmisch Damerau mit dem nördlichen Ostpreußen zur Sowjetunion. 1947 erhielt der Ort die russische Bezeichnung Olchowka und wurde gleichzeitig dem Dorfsowjet Talpakinski selski Sowet (dem späteren Kuibyschewski selski Sowet) im Rajon Gwardeisk zugeordnet. Vor 1975 wurde der Ort Odesskoje an Olchowka angeschlossen. Von 2005 bis 2014 gehörte Olchowka zur Landgemeinde Sorinskoje selskoje posselenije und seither zum Stadtkreis Gwardeisk.

## Kirche

### Kapelle Köllmisch Damerau
In Königlich Damerau war 1911 eine kleine Kapelle errichtet worden, in der regelmäßig Gottesdienste stattfanden. Das kleine Gotteshaus überstand den Zweiten Weltkrieg und wurde in den Folgejahren gebäudetechnisch saniert. Allerdings ist die Kapelle heute in Privatbesitz und fristet ein Dasein als Lagerhalle. Die einstige Innenausstattung ist nicht mehr vorhanden.

### Kirchengemeinde
Sowohl Köllmisch Damerau als auch Kawerninken waren mit ihrer mehrheitlich evangelischen Bevölkerung vor 1945 in das Kirchspiel Groß Schirrau (heute russisch: Dalneje) eingepfarrt. Es gehörte zum Kirchenkreis Wehlau (Snamensk) in der Kirchenprovinz Ostpreußen der Kirche der Altpreußischen Union. Heute liegt Olchowka im Einzugsbereich der in den 1990er Jahren neu entstandenen evangelisch-lutherischen Gemeinde in Talpaki (Taplacken), einer Filialgemeinde der Auferstehungskirche in Kaliningrad (Königsberg) in der Propstei Kaliningrad der Evangelisch-lutherischen Kirche Europäisches Russland.